# Saison 1988-1989 de l'Olympique lyonnais
Chronologie
Saison précédente Saison suivante
La saison 1988-1989 de l'Olympique lyonnais est la trente-neuvième de l'histoire du club.
À l'issue de la saison, l'équipe se classe première du Groupe B de Division 2, et obtient ainsi la promotion en Division 1. L'entraîneur de l'équipe est Raymond Domenech.

## Résumé de la saison
Le président Charles Mighirian cède son fauteuil à Jean-Michel Aulas en juin 1987.
Jean-Michel Aulas, le nouveau président de OL, lance un plan "OL-Europe" qui promet la remontée en D1 et une qualification européenne sous quatre ans.
Il remet de l'ordre dans la maison, profite d'un 1-7 encaissé à Gerland contre Sochaux pour se débarrasser de l'entraîneur Robert Nouzaret, et rappelle au club deux jeunes retraités qui avaient su faire vibrer Gerland dans les années 70 : Raymond Domenech, qui devient entraîneur, et Bernard Lacombe, directeur sportif. Ces 2 hommes remettent l'OL sur des bons rails, hissent l'équipe en D1, proposent un football offensif et c'est tout naturellement que le stade Gerland retrouve son public.

## Effectif professionnel
Gardiens :
- François Lemasson :  France
- Christophe Breton :  France

 Défenseurs :
- Patrice Cabanel :  France
- Eric Guichard :  France
- Pascal Fugier :  France
- Bruno N'Gotty :  France
- Laurent Lassagne :  France
- Mario Corian :  France
- Jean-Marc Knapp :  France
- Frédéric Zago :  France

 Milieux :
- Joël Fréchet :  France
- Jacky Colin :  France
- Bruno Génésio :  France
- Michel Valke :  Pays-Bas
- Stéphane Roche :  France
- Rémi Garde :  France
- Farid Benstiti :  France
- Perez :  France

 Attaquants :
- Omran Ben Yahia :  France
- Claudio Garcia :  Argentine
- David Durix :  France
- Ali Bouafia :  Algérie
- Eugène Kabongo :  République démocratique du Congo

## Équipe Type de l'Olympique lyonnais saison 1988-1989
Équipe Type 1988-1989 :
Gardien : Lemasson
Défenseurs : Knapp - Fugier - N'Gotty - Lassagne
Milieux de terrain : Genesio - Garde - Colin
Attaquants : Bouafia - Kabongo - C.Garcia
Remplaçants : Zago, Roche, Benstiti, Benyahia, Cabanel, Frechet, Corian, Guichard, Durix
Entraîneur : Raymond Domenech

## Statistiques de l'équipe
En Championnat, l’OL va se balader dans son groupe. Le début de saison est excellent, avec 3 victoires dont un 5-1 à Sète et un 5-0 devant Martigues. Après une série de 4 nuls, Lyon poursuit sa marche en avant et enchaine 5 victoires, avant de connaître sa première défaite pour le compte de la 12e journée, à Clermont. Après une victoire devant Bastia, Lyon perd à Orléans. Malgré ces petits accrocs, l’OL réussit son pari et domine le championnat.
Sur la phase retour, malgré le départ de Franck Durix à Cannes, l’OL continue sa marche en avant et file tout droit vers le titre, ne perdant quasiment aucun match à part contre Martigues et à Nîmes.
Finalement, avec 68 points en 34 matchs et 66 buts marqués pour 22 encaissés, l’OL termine largement en tête. Avec 28 buts, Eugène Kabongo est la grosse satisfaction de la saison. Dans les cages, le jeune François Lemasson a également été très bon.
Le match des champions oppose Lyon à Mulhouse, que Domenech connaît bien. L’OL s’impose par deux fois est se voit sacré champion de D2.
L'équipe a gagné 19 matchs, obtenus 11 nuls et s'est inclinée à 4 reprises, pour un bilan de 66 buts pour et 22 contre.

### Classement des buteurs
- Eugène Kabongo : 22 buts
- Claudio García : 13 buts
- Ali Bouafia : 11 buts

## Détails des matchs

### Championnat de France
1. 16 juillet : Lyon 1-0 Nîmes Olympique
2. 22 juillet : Sète 1-5 Lyon
3. 27 juillet : Lyon 5-0 Martigues
4. 30 juillet : Grenoble 1-1 Lyon
5. 6 août : Lyon 1-1 Le Havre
6. 13 août : Annecy 1-1 Lyon
7. 17 août : Lyon 4-0 Istres
8. 20 août : Cercle Dijon 0-1 Lyon
9. 26 août : Lyon 1-0 Montceau-les-Mines
10. 3 septembre : Niort 0-1 Lyon
11. 10 septembre : Lyon 4-0 Rodez
12. 17 septembre : Clermont-Ferrand 1-0 Lyon
13. 21 septembre : Lyon 4-1 Bastia
14. 1er octobre : Orléans 5-2 Lyon
15. 7 octobre : Lyon 4-0 CO du Puy
16. 15 octobre : Alès 1-1 Lyon
17. 29 octobre : Louhans-C. 0-3 Lyon
18. 4 novembre : Lyon 3-0 Sète
19. 11 novembre : Martigues 1-0 Lyon
20. 25 novembre : Lyon 1-0 Grenoble
21. 2 décembre : Le Havre 0-0 Lyon
22. 10 décembre : Lyon 2-0 Annecy
23. 10 février : Istres 0-1 Lyon
24. 17 février : Lyon 5-0 Cercle Dijon
25. 22 février : Montceau-les-Mines 1-1 Lyon
26. 3 mars : Lyon 1-1 Niort
27. 11 mars : Rodez 1-1 Lyon
28. 17 mars : Lyon 3-1 Clermont-F
29. 25 mars : Bastia 0-4 Lyon
30. 1er avril : Lyon 3-1 Orléans
31. 12 avril : CO du Puy 0-0 Lyon
32. 22 avril : Lyon 0-0 Alès
33. 6 mai : Lyon 1-1 Louhans-C.
34. 13 mai : Nîmes Olympique 3-1 Lyon

En terminant premier de la saison régulière de la D2B, Lyon joue la finale de la Division 2 contre le premier de la saison régulière de D2A. À noter que Lyon reste invaincu sur sa pelouse, toutes compétitions confondues.
17 mai : Finale aller Lyon 2-1 Mulhouse
21 mai : Finale retour Mulhouse 1-2 Lyon

### Coupe de France
Décembre
7e tour : Lapalisse 1-4 Lyon
Janvier
8e tour : Lyon 4-0 Fréjus
25 février
1/32 de finale : Lyon 6-1 Alès
22 mars
1/16 de finale aller : La Roche sur Yon 1-0 Lyon
29 mars
1/16 de finale retour : Lyon 2-0 La Roche sur Yon
8 avril
1/8 de finale aller : Sochaux 1-0 Lyon
15 avril
1/8 de finale retour : Lyon 1-1 Sochaux